# Теблеші
Теблеші (рос. Теблеши) — село в Бежецькому районі Тверської області Російської Федерації.
Населення становить 223 особи. Входить до складу муніципального утворення Житищенське сільське поселення.

## Історія
Від 2005 року входить до складу муніципального утворення Житищенське сільське поселення.

## Населення
| 1859 | 1887 | 1897 | 1920 | 1997 | 2008 | 2010 |
| ---- | ---- | ---- | ---- | ---- | ---- | ---- |
| 319  | ↗389 | ↗520 | ↗566 | ↘310 | ↘242 | ↘223 |